# 東彼杵町
東彼杵町（ひがしそのぎちょう）は、長崎県のほぼ中央部、大村湾の東側に面する町。東彼杵郡に属する。県下最大級のひさご塚古墳があり、江戸時代には長崎街道の宿場町として、また九州に於ける鯨肉の集積・流通の中心地として栄えた。

## 地理
山

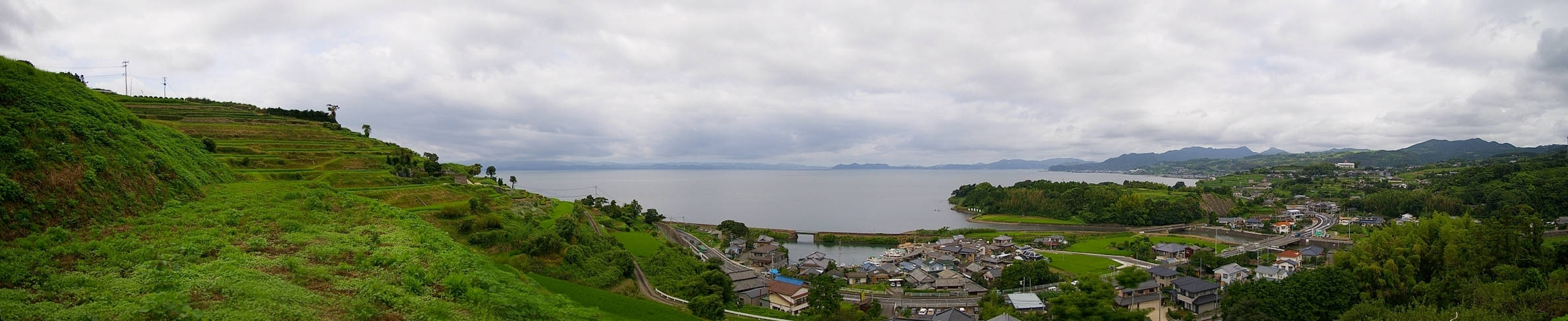
東彼杵町・大村湾・大村線を眺望する（千綿駅～松原駅間（東彼杵町江ノ串付近）にて）

- 町の全域が火山性丘陵地帯で、大村湾に面した西側の海岸まで丘陵地が迫る。北には虚空蔵山（標高608m）・高見岳（標高538m）、南には多良山系の国見岳（標高816m）・遠目山（標高849m）・郡岳（標高826m）・武留路山（標高341m）など険しい山がある。

河川
- 彼杵川・千綿川・串川・江の串川があり、それぞれ川に沿って渓谷・扇状地・沖積平野がある。

湧水地
- 出口山[1]や釜の内[2]などの湧水地があり、「ながさき水源の森」として長崎県によって整備されている。

溜池
- 平山池（彼杵宿郷）、赤木池（千綿宿郷）、太ノ原池、中山池、足形池（中尾郷・太ノ浦郷）、かのまる池、三井木場池、中池、蕪池（中岳郷・蕪郷）、太田代池、綿内池（一ツ石郷）といったように池が多い。

### 土地の活用
- 斜面では棚田や段々畑が作られ、茶（そのぎ茶）・ミカン・ビワ・イチゴなどが生産されている。また、渓谷には「龍頭泉（りゅうとうせん）」や「玉簾（たますだれ）の滝」などの景勝地がある。

### 隣接自治体
- 南に大村市、北に東彼杵郡川棚町、東に佐賀県嬉野市と接する。西は大村湾に面しており、その向こうには西彼杵半島の西海市や長崎市琴海地区を眺めることができる。

## 地域

### 人口
| |                                          |  |
| 東彼杵町と全国の年齢別人口分布（2005年） | 東彼杵町の年齢・男女別人口分布（2005年） |  |
| ■紫色 ― 東彼杵町 ■緑色 ― 日本全国 | ■青色 ― 男性 ■赤色 ― 女性                |  |
| 東彼杵町（に相当する地域）の人口の推移 \| 1970年（昭和45年） \| 10,713人 \| \| \| 1975年（昭和50年） \| 10,335人 \| \| \| 1980年（昭和55年） \| 10,353人 \| \| \| 1985年（昭和60年） \| 10,363人 \| \| \| 1990年（平成2年） \| 10,188人 \| \| \| 1995年（平成7年） \| 10,349人 \| \| \| 2000年（平成12年） \| 10,026人 \| \| \| 2005年（平成17年） \| 9,657人 \| \| \| 2010年（平成22年） \| 8,903人 \| \| \| 2015年（平成27年） \| 8,298人 \| \| \| 2020年（令和2年） \| 7,721人 \| \| |                                          |  |
| 総務省統計局 国勢調査より |                                          |  |
| 1970年（昭和45年） | 10,713人                                 |  |
| 1975年（昭和50年） | 10,335人                                 |  |
| 1980年（昭和55年） | 10,353人                                 |  |
| 1985年（昭和60年） | 10,363人                                 |  |
| 1990年（平成2年） | 10,188人                                 |  |
| 1995年（平成7年） | 10,349人                                 |  |
| 2000年（平成12年） | 10,026人                                 |  |
| 2005年（平成17年） | 9,657人                                  |  |
| 2010年（平成22年） | 8,903人                                  |  |
| 2015年（平成27年） | 8,298人                                  |  |
| 2020年（令和2年） | 7,721人                                  |  |

### 地名
郷を行政区域とする。大字は設置していないが、旧彼杵町と旧千綿村のそれぞれに存在した「宿郷」についてのみ、合併後は旧町村名を冠する。
住所表記として用いられる郷の他に、行政上の単位で、自治会としても用いられる行政区の所属についても併記する。
| 旧彼杵町（北部） - 大音琴郷（おおねごとごう） 行政区: 浦、大音琴 - 川内郷（こうち） 行政区: 川内、飯盛 - 口木田郷（くちきだごう） 行政区: 口木田 - 蔵本郷（くらもとごう） 行政区: 蔵本、本町(大部分)、金谷(西半)、下三根(一部) - 小音琴郷（こねごとごう） 行政区: 小音琴 - 坂本郷（さかもとごう） 行政区: 坂本 - 菅無田郷（すがむたごう） 行政区: 菅無田 - 彼杵宿郷（そのぎしゅくごう、彼杵町時代は宿郷） 行政区: 東町、橋ノ詰、赤木(南半)、金谷(東町)、本町(一部) - 中尾郷（なかおごう） 行政区: 中尾、太ノ原 - 法音寺郷（ほうおんじごう） 行政区: 法音寺、赤木(一部) - 三根郷（みねごう） 行政区:上杉、山田、樋口、下三根(大部分)、赤木(北半) | 旧千綿村（南部） - 千綿宿郷（ちわたしゅくごう、千綿村時代は宿郷） 行政区: 西宿、東宿(大部分) - 八反田郷（はったんだごう） 行政区: 八反田、東宿(一部) - 蕪郷（かぶらごう） 行政区: 蕪 - 木場郷（こばごう） 行政区: 木場 - 里郷（さとごう） 行政区: 里 - 瀬戸郷（せどごう） 行政区: 瀬戸 - 駄地郷（だじごう） 行政区: 駄地 - 太ノ浦郷（たのうらごう） 行政区: 太ノ浦 - 遠目郷（とおめごう） 行政区: 遠目 - 中岳郷（なかたけごう） 行政区: 中岳 - 一ツ石郷（ひとついしごう） 行政区: 一ツ石 - 平似田郷（ひらにたごう） 行政区: 平似田 - 武留路郷（むるろごう、1963年（昭和38年）に大村市に編入） |

## 歴史
彼杵宿と千綿宿は大村湾に面した港町で、長崎街道の宿場町でもあった。

### 近現代

#### 昭和
- 1959年（昭和34年）-町制施行(彼杵町と千綿村が合併)
- 1968年（昭和43年）- 町章を制定。
- 1972年（昭和47年）- 佐世保地域広域市町村圏組合に加盟。

#### 平成
- 1989年（平成元年）10月 - 町木（クスノキ）と町花（コスモス）を制定。
- 2001年（平成13年）4月 - 佐世保市より東彼杵町に合併協議の呼びかけが行われた[3]。
- 2002年（平成14年）
  - 3月 - 東彼杵郡任意合併協議会が設置される。
  - 8月～9月
    - 大村市と東彼杵町との合併案を大村市が可決し、東彼杵町が否決した。
    - 東彼杵郡3町での合併案が、該当3町（東彼杵町と川棚町、波佐見町）で可決。
- 2004年（平成16年）
  - 3月 - 川棚町が合併協議会の離脱を表明。合併協議会は休止状態になる。
  - 7月 - 川棚町が合併協議会に復帰。合併協議会を再開。
- 2005年（平成17年）3月 - 3町での合併を断念。協議会を解散。
- 2008年（平成20年）
  - 4月
    - 佐世保市より合併の提案・打診があったが、拒否。
    - 長崎県よりパスポート業務が東彼杵町に移管され、東彼杵町民は東彼杵町役場（本庁）でのパスポートの申請・受け取りができるようになった。[4]
- 2009年（平成21年）
  - 3月 - 東彼杵郡合併協議会が住民発議により再び設置。1972年（昭和47年）より加盟していた佐世保地域広域市町村圏組合が解散。
  - 6月 - 川棚町、波佐見町が協議会解散を提案、合併が白紙に。
  - 8月 - 協議会解散が川棚町、波佐見町で可決。東彼杵町で否決。このように3町で合意にいたらず、協議会は休止状態となったが、実質的な解散となった。
- 2019年（平成31年・令和元年）
  - 1月
    - 西九州させぼ広域都市圏に参加。[5]

### 行政区域の変遷
- 1871年（明治4年）
  - 旧暦7月14日（8月29日） - 廃藩置県により、大村県の管轄となる。
  - 旧暦11月14日（12月25日） - 第1次府県統合により、長崎県の管轄となる。
- 1878年（明治11年）10月28日 - 郡区町村編制法の長崎県での施行により、彼杵郡のうち現在の町域を含む1町20村の区域に行政区画としての東彼杵郡が発足。
- 1889年（明治22年）4月1日 - 町村制施行により、現在の町域にあたる彼杵村、千綿村がそれぞれ単独村制にて発足。
- 1940年（昭和15年）11月3日 - 彼杵村が町制施行。彼杵町となる。
- 1943年（昭和18年）- 彼杵町小音琴郷の一部が川棚町に編入する。
- 1959年（昭和34年）5月1日 - 彼杵町と千綿村が対等合併し、東彼杵町が発足。
- 1963年（昭和38年）- 旧千綿村の武留路郷が大村市に編入。（現・大村市武留路町）

## 行政

### 町政

#### 町章
- 東彼杵（ヒガシソノギ）の「ヒ」と「ソ」の文字を合わせ飛翔する鳥を形どったデザインとなっている。カラーは赤色。近代農業を中心に躍進する町勢と人情豊かな町民の融和、団結を象徴している。1968年（昭和43年）制定。

#### 町長
- 初代 - 山口前能（1959年（昭和34年）5月～2期8年）
- 第2代 - 松尾関市（1967年（昭和42年）5月～5期20年）
- 第3代 - 池田優（1987年（昭和62年）5月～4期16年）
- 第4代 - 紙谷修（2003年（平成15年）5月～2期8年）
- 第5代 - 渡邉悟（2011年（平成23年）5月～2期8年）- 無投票当選。
- 第6代 - 岡田伊一郎（2019年（令和元年）5月～現職）

#### 町議会
- 東彼杵町議会 定数11[6]

#### 組織
- 町長
  - 副町長（1名）[7]
    - 町民課 - 戸籍係、福祉係、環境衛生係
    - 健康ほけん課 - 健康推進係、介護保険係、国保年金係、高齢者支援係、地域包括支援センター
    - 水道課 - 下水道施設係、上水道施設係、水道業務係
    - 建設課 - 建設係、管理係
    - 農林水産課 - 農林水産係
    - 総務課 - 総務係（パスポート窓口・電算・消費者行政）、広報係、防災交通係
    - まちづくり課 - 企画係（企画・まちづくり・地域振興）、商工観光係
    - 財政管財課 - 財政係、管財契約係
    - 税務課 - 固定資産税係、住民税係
    - 支所 - 千綿支所 （町税等の収納、戸籍、住基等の行政証明交付事務（税関係証明を除く）、その他各課への取り次ぎ事務）
    - 会計課 - 会計係
- 議会（議長）- 議会事務局
- 教育委員会（教育長）- 教育委員会事務局 - 総務係、社会教育係
  - 給食センター
- 農業委員会
- 選挙管理委員会
- 監査委員

#### 庁舎
- 東彼杵町役場（本庁）- 蔵本郷1850-6北緯33度2分13.3秒 東経129度55分1.7秒
  - 千綿支所 - 駄地郷148北緯33度0分48.9秒 東経129度56分55.5秒

#### 消防
- 佐世保市消防局（佐世保市に委託）
  - 東消防署（佐世保市広田1-16-19）
    - 東彼出張所（とうひ、大音琴郷187-1）

#### ごみ処理
- 東彼地区保健福祉組合（東彼杵町・川棚町・波佐見町）
  - 事務局（東彼杵町蔵本郷95-1）
  - 東彼地区清掃工場（ごみ処理場、川棚町白石郷282）
  - 東彼地区環境センター（し尿処理場、東彼杵町蔵本郷95-1）

### 県政

#### 県議会
- 長崎県議会 東彼杵郡（川棚町・波佐見町と合わせて）選挙区 定数1

#### 県の出先機関
- 県北振興局（佐世保市）
  - 管理部、税務部、商工水産部、建設部
  - ただし農林部・保健部に関しては別。下記参照。
- 県央振興局（諫早市）
  - 農林部
  - 保健部（県央保健所）
- 長崎県農林技術開発センター茶業研究室

#### 警察
- 長崎県警察
  - 川棚警察署（川棚町）
    - 東彼杵警察官駐在所（ひがしそのぎ、彼杵宿郷189番地3）
    - 大楠警察官駐在所（おおくす、三根郷2826番地3）
    - 瀬戸警察官駐在所（せと、瀬戸郷1192番地1）

#### 医療
- 公立の医療施設はない。
  - 鈴木病院（186床）他
  - 東彼杵郡医師会
- 隣接する自治体に国立・公立の病院がある。
  - （北部）川棚町 - 独立行政法人国立病院機構長崎川棚医療センター
  - （南部）大村市 - 国立病院機構長崎医療センター、大村市民病院

### 国政

#### 衆議院
- 任期 ： 2017年（平成29年）10月22日 - 2021年（令和3年）10月21日（「第48回衆議院議員総選挙」参照）

| 選挙区 | 議員名   | 党派名     | 当選回数 | 備考   |
| --- | -------- | ---------- | -------- | ------ |
| 長崎県第3区（東彼杵町、佐世保市（早岐・三川内・宮の各支所管内）、大村市、壱岐市、五島市、対馬市、東彼杵郡、小値賀町、新上五島町） | 谷川弥一 | 自由民主党 | 6        | 選挙区 |

#### 国の出先機関
防衛省

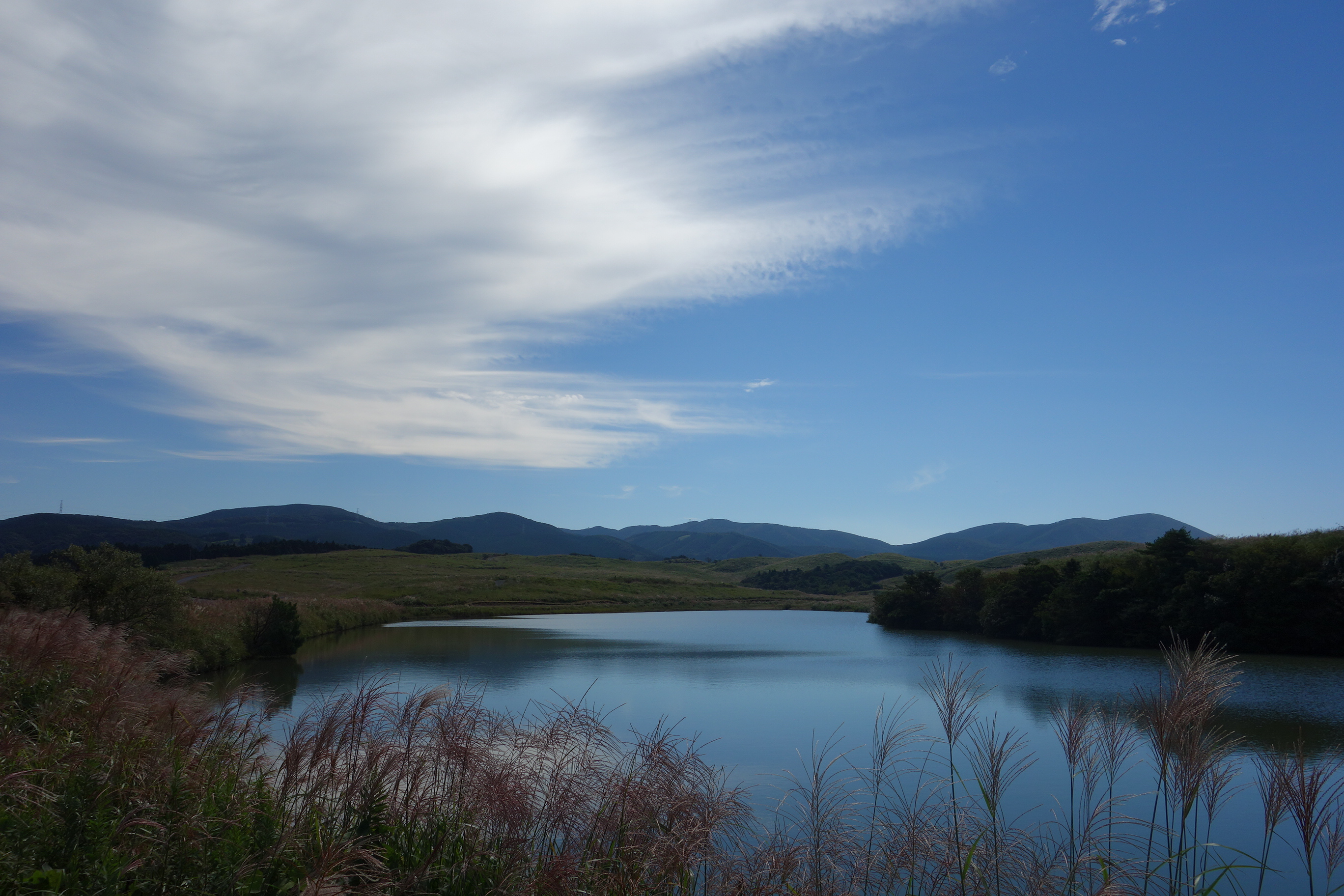
大野原演習場

- 陸上自衛隊大野原（おおのばる）演習場（遠目郷、長崎県東彼杵町佐賀県嬉野市の県境にある。）

## 産業

### 漁業
- かつては捕鯨業が盛んで、昔から多くの海産物が運び込まれ、流通・交通の要所として鯨肉が取引きされていた。明治の中頃には、大きな魚市場やくじら問屋によって売り買いされ、九州各地に運ばれていた。
  - 鯨 - 現在ではワシントン条約により、取引量は大きく減少したものの、彼杵鯨肉株式会社のもとで月に1回、県内で唯一の入札会が開かれている。平成30年11月には全国鯨フォーラムが東彼杵町総合会館で開催。
  - ナマコ - 大村湾で捕れる。

### 農業
- 茶（そのぎ茶）

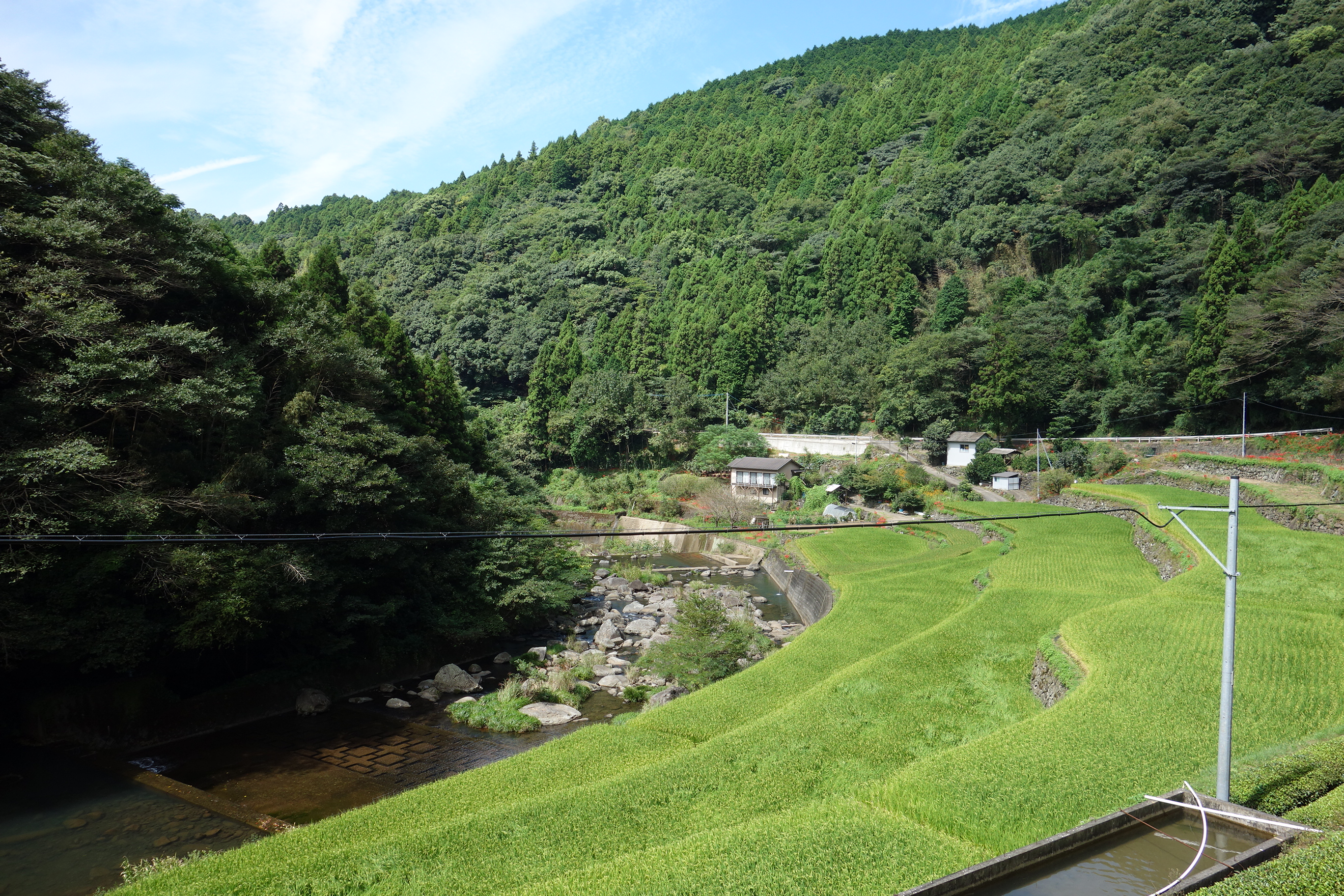
八反田郷の棚田

  - 製法は蒸し製玉緑茶。平成29年度及び平成30年度の全国茶品評会で最高賞の農林水産大臣賞及び産地賞を受賞。また、消費者が選ぶ日本一美味しいお茶コンテスト日本茶AWARDでも、2014年2017年に日本茶大賞を受賞するなど、お茶の品質が極めて高い産地である。
- 果物 -みかん、びわ
- 野菜 - イチゴ、アスパラガス
- 畜産 - 肉牛
- 農産物加工品 - ようかん、イチゴジャム、龍頭泉[8]みそ、柚子みそ、ピーナッツみそ等。

### 林業
- ハランの栽培
- 竹炭・松炭と木酢液
- ヒノキ - 九州一の規模を誇る。
- スギ
- 黒松

### 工業
- 交通アクセスの良さを活かして、企業誘致がさかんに行われている。
  - 東そのぎグリーンテクノパーク（八反田郷）
    - 株式会社ツジデン - 液晶関連
    - 昭和金属工業株式会社 - 自動車関連
    - 八幡金属株式会社 - 自動車関連
    - 株式会社ウラノ - 宇宙航空機器関連
    - アーテック工房株式会社 - 住宅用炭素複合塗料
    - 株式会社中野製作所 - ゴム製品
    - 睦工業株式会社
    - 株式会社岩倉製作所長崎東彼杵工場

  - 赤木工業団地（三根郷）
    - 長崎部品株式会社
    - 株式会社 富建
    - JAながさき県央東彼杵製茶工場

### 商業
- スーパーマーケット - 大川ストアー
- 商店街 - 彼杵宿通り商店街(ハンバーグ屋ss389、TACK、ショッパーズセブン、湊屋、山本畳店、喜久寿司、紙谷製茶、服部本店、親和銀行、川瀬理容店、ちゃぶ台三葉、岡家具店、若松屋)
- 道の駅 彼杵の荘(そのぎのしょう)
- 菓子販売 - 長崎カステラセンター東彼杵店
- レストラン - リンガーハット・浜勝東彼杵店・レストラン大博
- お食事-千綿食堂、海月食堂、ハンバーグ屋ss389、久喜寿司、ちゃぶ台三葉、魚徳
- 喫茶店-香門、sorriso riso、いと
- 宴会場-栄喜屋、若松屋、泉屋
- 居酒屋-まつうら、いんごち、徳之島、心、鳥香
- コンビニエンスストア - ローソン東そのぎインター店、セブン-イレブン（東彼杵八反田店・東彼杵蔵本郷店）、Yショップ彼杵ミヤザキ

### 商工会
- 東彼商工会[9]（本部は川棚町）
  - 東彼商工会東彼杵支所（旧東彼杵町商工会）

## 金融
- 銀行
  - 十八親和銀行東彼杵支店
  - 十八親和銀行彼杵支店
- 郵便局（ゆうちょ銀行）
  - 集配局（2局） - 窓口業務に加えて集配業務を行う。
    - 彼杵郵便局（そのぎ）- 郵便番号が859-38で始まる地域の集配業務。
    - 千綿郵便局（ちわた）- 郵便事業が859-39で始まる地域の集配業務。

  - 簡易郵便局（1局）- 音琴簡易郵便局（ねごと）
- 農業協同組合
  - 長崎県央農業協同組合（JAながさき県央） - 東そのぎ支店[10]
- 漁業協同組合（JFマリンバンク）- 大村湾漁協東彼杵支所（本所は西彼杵郡時津町）

## 教育

### 中学校
町立
- 東彼杵中学校（ひがしそのぎ、蔵本郷1666）

※遠目郷の一部生徒は隣接する嬉野市立大野原中学校へ通学する。
私立
- ながさき東そのぎ子どもの村中学校（2020年4月開校）

### 小学校
町立
- 彼杵小学校（そのぎ、中心部、蔵本郷1881）
- 千綿小学校（ちわた、南部、平似田郷740）

※遠目郷の一部児童は隣接する嬉野市立大野原小学校へ通学する。
私立
- ながさき東そのぎ子どもの村小学校（2019年4月開校）

### 幼稚園
私立
- 東彼杵中央幼稚園（学校法人東彼学園が運営、平似田郷702番）[11]

### 保育所
私立（認可）
- 千綿保育園（平似田郷713-1）
- 山田保育園（蔵本郷1780-1）
- ひまわり保育園（彼杵宿郷362）

```
;私立（認可外）
```

- すみれ園（蔵本郷1810-2）

### 文化・スポーツ等施設

#### 図書館
- 東彼杵町図書館（東彼杵教育センター分館（旧 中央公民館）内、彼杵宿郷706-4）

#### ホール
- 東彼杵町総合会館文化ホール「グリーンハートホール」（彼杵宿郷706-4）

#### 研修施設
- 教育センター

#### 博物館
- 東彼杵町歴史民俗資料館（歴史館・文化館

#### スポーツ施設
- 彼杵児童体育館（彼杵宿郷501）
- 千綿児童体育館（駄地郷182）
- 町民グラウンド（千綿宿郷93-1）- テニスコート、野球コート、ソフトボールコート
- 新港グラウンド（蔵本郷1708-9）- ゲートボールコート、グラウンドゴルフコート

#### 自然体験施設
- 多良岳県立自然公園
  - 「cloud nineキャンプ場」（中岳郷1535番地）
  - 1982年（昭和57年）に東彼杵町が野外施設「龍頭泉いこいの広場」をオープンしたが（中岳郷1535番地）、2020年（令和2年）に新たな指定管理者が決まらなかったため休園となり、2022年（令和4年）に町はNOMURA（大村市）に施設を売却した[12]
- 河川公園　やすらぎの里（里郷）
  - 水生植物園、桜広場、梅園、多目的グランド

## 交通
- 最寄り空港は長崎空港。

### 鉄道
- 九州旅客鉄道（JR九州）
  - 大村線

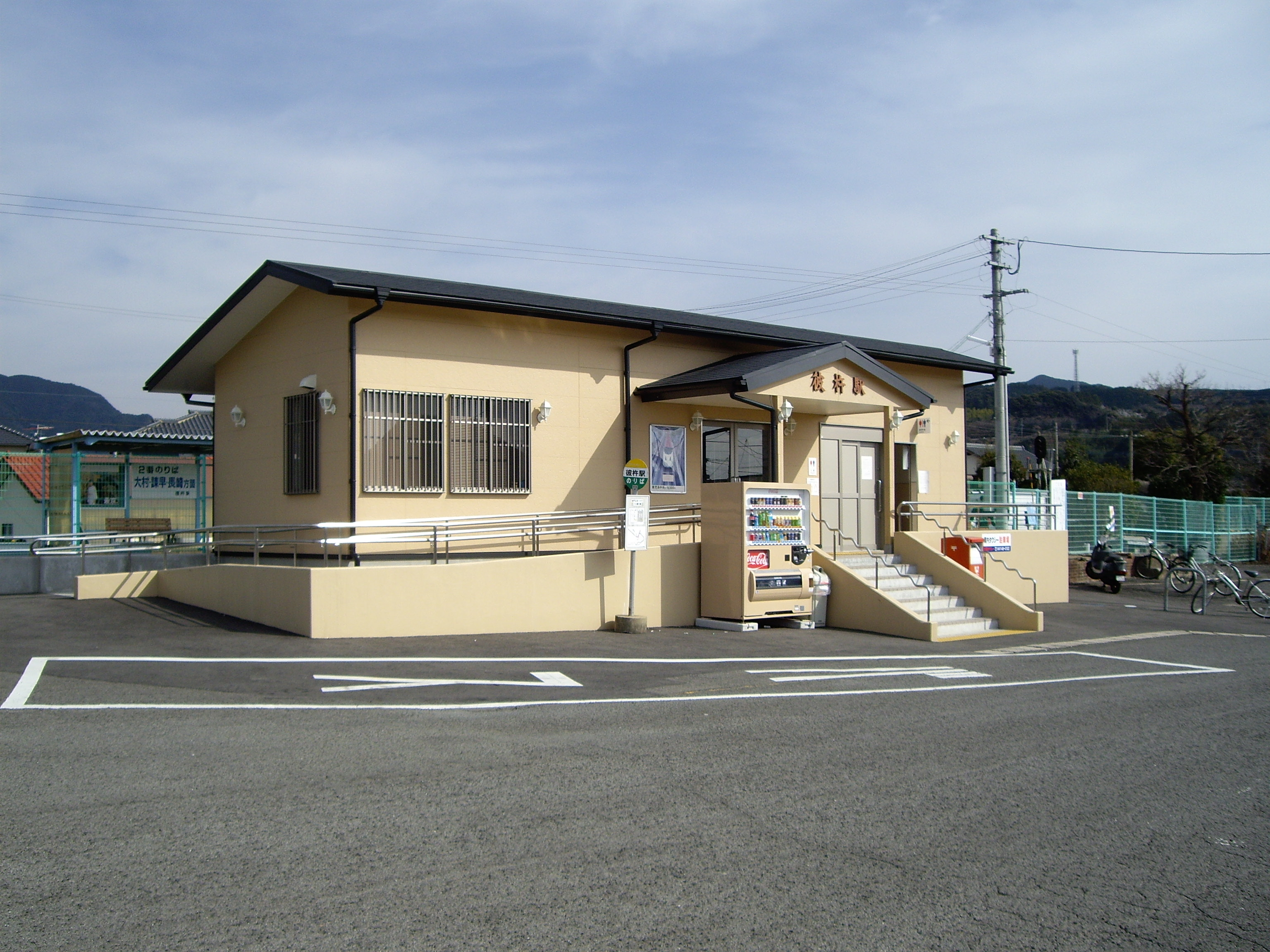
彼杵駅

    - （ 川棚駅 - ）彼杵駅（快速列車停車駅） - 千綿駅 （ - 松原駅 ）
      - 大村湾沿いを走る。

### バス路線
一般路線バス
- JR九州バス 嬉野線：嬉野市・武雄市と彼杵町を結ぶ。
  - 彼杵駅 - 嬉野温泉 - 武雄温泉駅南口・新武雄病院・たけお競輪場
- 東彼杵町営バス - 西肥自動車の路線バス撤退に伴い、導入された。町内各地を運行する。

特急バス（高速道路は経由しない）
- 西肥自動車
  - 佐世保-ハウステンボス - 彼杵本町 - 長崎空港
    - 東彼杵町内では、「彼杵本町」バス停にだけ停車する。

### 道路
高速道路
- E34 長崎自動車道
  - （嬉野IC - ）東そのぎIC - 大村湾PA（ - 大村IC）
  - 西日本高速道路（NEXCO西日本）株式会社東そのぎ料金所
    - 北緯33度0分0秒線が通っており、それを示す標識が高速道路沿いに立っている。
      - バグダード（イラク）やチャールストン（アメリカ合衆国）が北緯33度0分0線を通る都市として標識に併記されている。

一般国道
- 国道34号（長崎街道 彼杵通）
- 国道205号（平戸街道）

主要地方道
- 長崎県道・佐賀県道6号大村嬉野線

一般県道
- 長崎県道190号千綿渓線

道の駅
- 道の駅彼杵の荘 - 上記の#博物館を参照。

## 名所・旧跡・観光スポット・祭事・催事

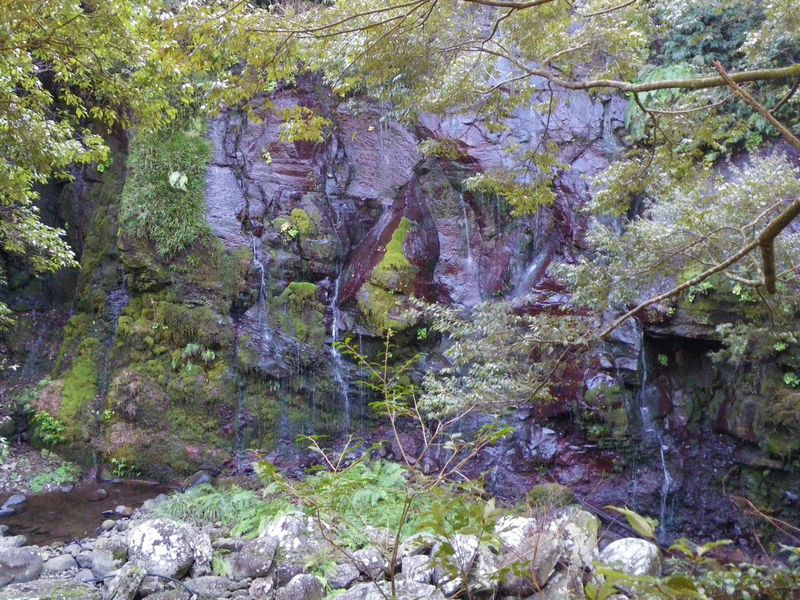
玉簾の滝

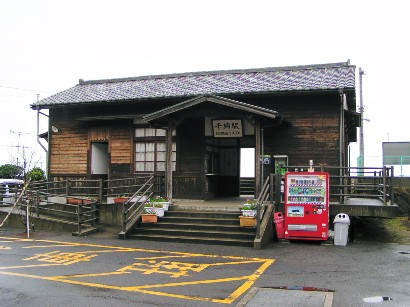
千綿駅

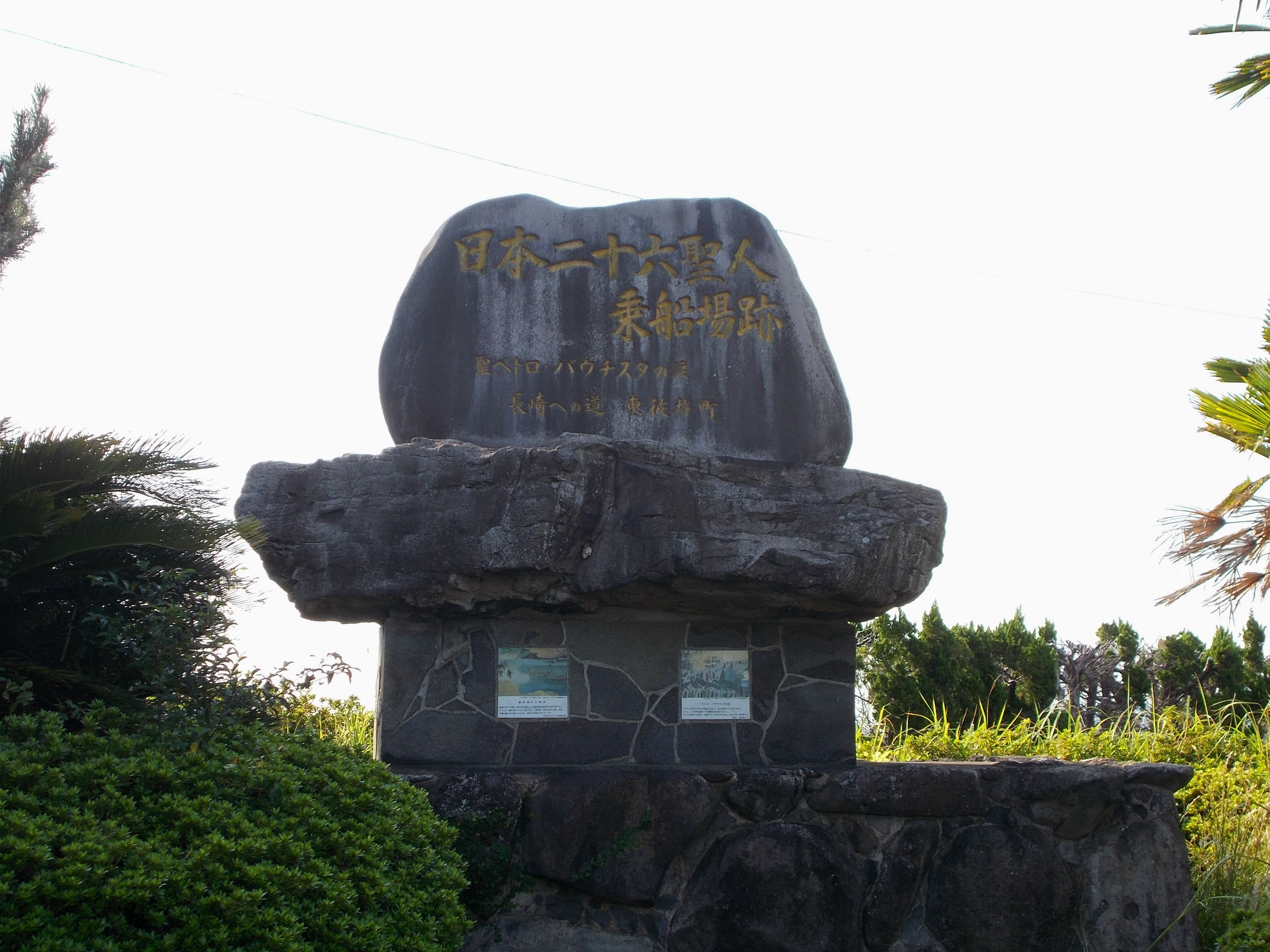
日本二十六聖人乗船場跡

### 名所・旧跡・観光スポット
- 千綿駅（長崎県景観資産） - 日本でも数カ所の海に面したレトロな駅。駅舎は東彼杵町が所有。毎週土曜日の夕方には、ななつ星列車を見ることができる。
- 俵坂峠（長崎街道）
- 日本二十六聖人乗船場跡 - 2017年（平成29年）2月に420周年記念式典開催。
- キリシタン墓地
- ひさご塚古墳 - 県内最大級の前方後円墳
- 龍頭泉 - 豊後国（現在の大分県）の儒学者である広瀬淡窓が名付けたと伝えられている滝。
- 玉簾の滝
- 千綿人形浄瑠璃 - 1954年（昭和29年）に長崎県無形民俗文化財に指定された。200年の歴史を持つ。人形は、東彼杵町歴史民俗資料館で見ることができる。
- 滝の上美術館
- 河川公園やすらぎの里

### 祭事・催事
- 5月(第2金・土・日) - そのぎ茶市 - 新茶の即売や露店商
- 7月 - 祇園祭 - 龍踊りや坂本浮立[13]、蔵本浮立などが奉納される。笛や太鼓の賑やかなお囃子の中で、旧長崎街道を練り歩く。
- 8月16日 - 納涼花火大会 - 踊りや歌謡ショー、のど自慢も行われる。
- 11月(最終土・日曜日) - うまかもんフェスタ - 特産品のそのぎ茶をはじめ、いちご、みかんなどの野菜や、牛肉など町内で生産された農産物等が販売される。

## 著名な出身者

### スポーツ
- 大平成一（プロ野球選手・信濃グランセローズ）
- 香田勲男（元プロ野球選手）

### 芸能
- 仲里依紗（女優、ファッションモデル）
- 三井善忠（俳優、声優）